# Kamionka (gmina na Litwie)
Gmina Kamionka (lit. Akmenynės seniūnija) – gmina w rejonie solecznickim okręgu wileńskiego na Litwie.
Polacy stanowią 98,4% ludności gminy.

## Miejscowości
Miejscowości w gminie Kamionka: Biaciukielnie, Bohdziule, Deksznie (rejon solecznicki), Duksy, Jankuny (rejon solecznicki), Jawidowszczyzna (rejon solecznicki), Kalniszki (Litwa), Kamionka, Kurmelany, Maliszki, Mankuniszki, Misztołtany, Niegibany, Obały, Peckiele, Rymszyszki (rejon solecznicki), Słobódka, Smogóry (Litwa), Tarakańce (rejon solecznicki), Żłoukty, Żołtuny.